# Gent-West
Gent-West is een Vlaamse dramaserie van Marmalade in co-productie met FremantleMedia, gebaseerd op de Australische reeks Wentworth. Het eerste seizoen was vanaf 1 april 2017 exclusief beschikbaar op Play van Telenet en werd vanaf 7 februari 2018 op VIER uitgezonden. Het tweede seizoen is sinds 15 september 2018 exclusief beschikbaar op Streamz van Telenet & DPG Media.

## Verhaal
Veronique Dockx wordt sinds jaar en dag mishandeld door haar echtgenoot. Op een dag slaan haar stoppen door en probeert ze hem tevergeefs te vermoorden. Veronique belandt in de vrouwengevangenis Gent-West, waar twee bendes van gedetineerden elkaar het leven zuur maken.

## Rolverdeling
| Acteur                   | Personage              | Seizoen |
| ------------------------ | ---------------------- | ------- |
| Ruth Becquart            | Veronique Dockx        | 1 & 2   |
| Charlotte Anne Bongaerts | Samantha "Sam" Beckers | 1 & 2   |
| Gilda De Bal             | Kathleen "Kat" Jacobs  | 1       |
| Sebastien Dewaele        | Axelle Van Haver       | 2       |
| Evelien Bosmans          | Sarah Van Marcke       | 1       |
| Gert Portael             | Marleen De Sutter      | 2       |
| Inge Paulussen           | Vera Deloo             | 1 & 2   |
| Els Olaerts              | Anja Vandael           | 1 & 2   |
| Julia Ghysels            | Sacha Hamid            | 1 & 2   |
| Gert Winckelmans         | Steve De Wulf          | 1 & 2   |
| Michaël Pas              | Tom Vranckx            | 1 & 2   |
| Greet Verstraete         | Fiona Van Nespen       | 1 & 2   |
| Kadèr Gürbüz             | Linda Dhondt           | 1 & 2   |
| Tatyana Beloy            | Farah Tahiri           | 1 & 2   |
| Anna De Ceulaer          | Luna Moreels           | 1 & 2   |
| Mathijs Scheepers        | David Moreels          | 1 & 2   |
| Lucas Van den Eynde      | Harry Van den Broeck   | 1 & 2   |
| Veerle Dobbelaere        | Patsy Van Lancker      | 1 & 2   |
| Ashley Ntangu            | Malika Diallo          | 1       |
| Lukas Bulteel            | Kevin Jacobs           | 1 & 2   |
| Laurence Roothooft       | Lindsey Moens          | 1 & 2   |
| Joke Devynck             | Christel Wouters       | 1       |
| Emma Verlinden           | Nina Pieraerts         | 2       |
| Jarne Heylen             | Kevin Jacobs (jong)    | 2       |

## Afleveringen

### Seizoen 1
| Nr. | Aflevering | Titel         | Regie              | Scenario                        | Kijkcijfers live | Uitzenddatum VIER |  |
| --- | ---------- | ------------- | ------------------ | ------------------------------- | ---------------- | ----------------- |  |
| 1 | 1          | Aflevering 1  | Mathieu Mortelmans | Rudy Morren & Barbara Van Laere | 358.370          | 7 februari 2018   |  |
| Veronique Dockx moet na een mislukte moordpoging op haar echtgenoot haar voorarrest doorbrengen in de gevangenis Gent-West, in afwachting van haar proces. In Gent-West wordt tevens geëxperimenteerd met een nieuw gevangenisregime, bedacht door Sarah Van Marcke. Veronique moet zich snel aanpassen aan het gevangenisregime, wil ze overleven in het heersende machtsspel tussen de bendeleiders Sam en Kat. Tijdens een gevecht tussen de twee rivaliserende bendes, wordt de directrice van Gent-West neergestoken. |            |               |                    |                                 |                  |                   |  |
| 2 | 2          | Aflevering 2  | Mathieu Mortelmans | Rudy Morren & Barbara Van Laere | 235.108          | 14 februari 2018  |  |
| Na de dood van zijn vrouw, herneemt cipier Tom het werk. De confrontatie met de gevangenen is hard voor Tom, aangezien de moordenaar van zijn vrouw nog niet gevonden is. Veronique krijgt bezoek van haar echtgenoot, en samen spreken ze af om te liegen over wat er gebeurd is. Vera Deloo is aangesteld als directeur ad-interim en probeert alles in goede banen te leiden, maar psychologe Van Marcke is zelf op de job van directrice uit. Veronique weet contact te leggen met haar dochter.                       |            |               |                    |                                 |                  |                   |  |
| 3 | 3          | Aflevering 3  | Mathieu Mortelmans | Rudy Morren & Barbara Van Laere | 208.110          | 21 februari 2018  |  |
| Sarah Van Marcke is benoemd tot de nieuwe directrice van Gent-West, waar ze het regime van de isoleercellen probeert te verbeteren, maar de cipiers lopen niet echt warm voor haar plannen. De strijd tussen de twee bendes gaat voort. Kat stelt Veronique voor een keuze: ofwel zich bij haar voegen, ofwel gebeurt er iets met Veronique's dochter. |            |               |                    |                                 |                  |                   |  |
| 4 | 4          | Aflevering 4  | Mathieu Mortelmans | Rudy Morren & Barbara Van Laere | 219.029          | 28 februari 2018  |  |
| Anja Vandael, een van de verantwoordelijken onder de gevangenen, bereid zich voor op het Achter de tralies-evenement, waar ze moet spreken voor de genodigden. Lindsey Moens gebruikt haar tienjarige dochtertje om heroïne binnen te smokkelen, maar de capsule breekt en het meisje wordt met spoed naar het ziekenhuis overgebracht. Wanneer de overige gevangenen hier van horen wordt Moens bijna gelyncht waardoor ze voorlopig in afzondering wordt geplaatst. Kat krijgt privébezoek van haar echtgenoot.          |            |               |                    |                                 |                  |                   |  |
| 5 | 5          | Aflevering 5  | Mathieu Mortelmans | Rudy Morren & Barbara Van Laere | 258.216          | 7 maart 2018      |  |
| Sarah twijfelt aan haar huwelijk, vooral nu ze erotische dromen heeft over Sam. Anja wordt vergiftigd naar de ziekenboeg afgevoerd. Harry en Sarah komen tot de overeenkomst dat Sam zich moet bijscholen en een modelgevangene moet worden, om zo het imago van de gevangenis te verbeteren. |            |               |                    |                                 |                  |                   |  |
| 6 | 6          | Aflevering 6  | Jeroen Dumoulein   | Rudy Morren & Barbara Van Laere | 270.309          | 14 maart 2018     |  |
| Malika wordt door Kat onder druk gezet om Sam te beschuldigen van drugssmokkel. Bij Veronique slaan de stoppen door tijdens een bezoek van haar echtgenoot. |            |               |                    |                                 |                  |                   |  |
| 7 | 7          | Aflevering 7  | Jeroen Dumoulein   | Rudy Morren & Barbara Van Laere | 285.451          | 21 maart 2018     |  |
| Terwijl Sam in afzondering zat, heeft Kat de boel in de gevangenis overgenomen. Ze heeft een verrassing voor Sam voorbereid, maar de bende van Sam weet de verkrachting van Sam te voorkomen en Kat een lesje te leren. |            |               |                    |                                 |                  |                   |  |
| 8 | 8          | Aflevering 8  | Jeroen Dumoulein   | Rudy Morren & Barbara Van Laere | 245.883          | 28 maart 2018     |  |
| Kat doet een laatste, verwoede poging om de macht over de gevangenis te grijpen. Ze geeft haar zoon de opdracht om Veronique's dochter Luna te vermoorden. |            |               |                    |                                 |                  |                   |  |
| 9 | 9          | Aflevering 9  | Jeroen Dumoulein   | Rudy Morren & Barbara Van Laere | 320.709          | 4 april 2018      |  |
| Veronique zit in zak en as nu haar dochter aan een overdosis overleden is. Ze is ervan overtuigd dat er meer achter de dood van haar dochter zit. Anja weet een nieuwe brug te slaan tussen de gevangenen en de directie, en nu Veronique geen toestemming krijgt om naar de begrafenis van haar dochter te gaan, wordt een herdenkingsdienst in de gevangenis georganiseerd voor de gevangenen. Die avond probeert Veronique zichzelf op te hangen.                                                                       |            |               |                    |                                 |                  |                   |  |
| 10 | 10         | Aflevering 10 | Jeroen Dumoulein   | Rudy Morren & Barbara Van Laere | 320.709          | 4 april 2018      |  |
| Veronique komt erachter dat haar dochter wel degelijk werd vermoord, en wel door de zoon van Kat in haar opdracht. Ondertussen komt ook het onderzoek naar de moord op de voormalige directrice in een stroomversnelling. Veronique is door het dolle heen, en neemt wraak voor de dood van haar dochter. |            |               |                    |                                 |                  |                   |  |

### Seizoen 2
| Nr. | Aflevering | Titel         | Regie            | Scenario                              | Kijkcijfers live | Uitzenddatum VIER |  |
| --- | ---------- | ------------- | ---------------- | ------------------------------------- | ---------------- | ----------------- |  |
| 11 | 1          | Aflevering 1  | Jeroen Dumoulein | Charles De Weerdt & Barbara Van Laere | Onbekend         | 30 januari 2019   |  |
| ...Veronique zit al maanden in afzondering en Sam heeft van de situatie gebruik gemaakt om de controle over de drugstrafiek over te nemen. Wanneer de nieuwe gevangenisdirectrice aan de slag gaat, wil ze de gevangenis drugsvrij krijgen. Ze wil Veronique inzetten om de macht van Sam te breken, maar Veronique heeft vooral andere plannen: zij zint nog steeds op wraak en wil kost wat kost de moordenaar van haar dochter laten ombrengen ... |            |               |                  |                                       |                  |                   |  |
| 12 | 2          | Aflevering 2  | Jeroen Dumoulein | Charles De Weerdt & Barbara Van Laere | 271.701          | 6 februari 2019   |  |
| Veronique dringt er bij haar man op aan om Kevin, de moordenaar van hun dochter, op te zoeken en om te brengen. Enkele mannelijke gevangenen komen in Gent West toe om een moestuin te maken en dat zorgt voor de nodige hilariteit onder de vrouwen. |            |               |                  |                                       |                  |                   |  |
| 13 | 3          | Aflevering 3  | Jeroen Dumoulein | Charles De Weerdt & Barbara Van Laere | Onbekend         | 13 februari 2019  |  |
| Patsy, de rechterhand van Kat Jacobs, komt opnieuw in Gent West terecht en Sam verdenkt haar ervan drugs te smokkelen voor Kevin. Patsy krijgt onverwachte hulp. En Veronique krijgt Patsy zover dat ze Kevin op bezoek vraagt ... |            |               |                  |                                       |                  |                   |  |
| 14 | 4          | Aflevering 4  | Jeroen Dumoulein | Charles De Weerdt & Barbara Van Laere | 232.954          | 20 februari 2019  |  |
| Patsy komt te weten dat de familie Jacobs iemand heeft ingehuurd om Veronique om het leven te brengen, na haar moordpoging op Kevin. Het komt tot een heftig gevecht tussen Veronique en de huurmoordenares. Sam heeft ondertussen via een van de mannelijke gevangenen een nieuwe drugtrafiek opgezet. |            |               |                  |                                       |                  |                   |  |
| 15 | 5          | Aflevering 5  | Jeroen Dumoulein | Charles De Weerdt & Barbara Van Laere | 220.978          | 27 februari 2019  |  |
| Fiona, de rechterhand van Sam, is verdwenen en de gevangenis gaat in lockdown uit vrees voor een ontsnapping. Ondertussen merkt cipier Steve dat zijn dagboek is gestolen en bij Tom thuis is er ingebroken. Ze beschuldigen elkaar en tijdens de ruzie bekent Steve dat hij de minnaar was van Tom's vrouw : zij was zwanger van hem. |            |               |                  |                                       |                  |                   |  |
| 16 | 6          | Aflevering 6  | Jeroen Dumoulein | Charles De Weerdt & Barbara Van Laere | Onbekend         | 6 maart 2019      |  |
| Tijdens een drugstransactie in het tuinhuis probeert John Sam te verkrachten, maar Sam plant een vork in zijn edele delen. Hierdoor dreigt de drugstrafiek via de mannelijke gevangenen bekend te geraken, maar in het tumult kan Fiona de drugs nog elders verstoppen. |            |               |                  |                                       |                  |                   |  |
| 17 | 7          | Aflevering 7  | Bart Vandael     | Charles De Weerdt & Barbara Van Laere | Onbekend         | 13 maart 2019     |  |
| De hele gevangenis wordt gestraft voor de drugstrafiek van Sam en het tuinproject wordt letterlijk met de grond gelijk gemaakt. Sacha komt te weten dat ze zwanger is van Benjamin, een van de mannelijke gevangenen in het tuinproject. En Axelle probeert te ontsnappen tijdens het bezoekersuurtje. |            |               |                  |                                       |                  |                   |  |
| 18 | 8          | Aflevering 8  | Bart Vandael     | Charles De Weerdt & Barbara Van Laere | 234.732          | 20 maart 2019     |  |
| Vera vindt een zwangerschapstest en laat de hele gevangenis een urinetest ondergaan. Voor Anja zijn het de laatste dagen vooraleer ze vrijkomt en de zenuwen beginnen haar parten te spelen. Sam komt te weten dat er iemand geklikt heeft. |            |               |                  |                                       |                  |                   |  |
| 19 | 9          | Aflevering 9  | Bart Vandael     | Charles De Weerdt & Barbara Van Laere | 271.402          | 27 maart 2019     |  |
| De directrice komt te weten dat het Sacha is die zwanger is. Het doet De Sutter terugdenken aan een gevangene van lang geleden, die ook zwanger was, maar wiens baby werd afgenomen. Ze chanteert Sacha en zegt dat ze moet getuigen dat cipier Tom Vranckx de vader is. Veronique schakelt Axelle in om de bende van Sam te infiltreren. |            |               |                  |                                       |                  |                   |  |
| 20 | 10         | Aflevering 10 | Bart Vandael     | Charles De Weerdt & Barbara Van Laere | 239.121          | 3 april 2019      |  |
| Anja mag de gevangenis verlaten en ze probeert haar dochter op te zoeken. Ze ziet vanop een afstand hoe ze met vrienden op cafe zit, maar later op de avond dronken dreigt verkracht te worden. Anja komt tussenbeide en zet haar dochter, die pas te laat beseft dat het haar moeder was, in een taxi. |            |               |                  |                                       |                  |                   |  |
| 21 | 11         | Aflevering 11 | Bart Vandael     | Charles De Weerdt & Barbara Van Laere | 301.482          | 10 april 2019     |  |
| Veronique heeft haar masterplan klaar om te ontsnappen. Ze laat een pakketje bezorgen op het adres waar Anja woont. Ze lokt een confrontatie uit met Sam en de twee vechten op leven en dood. Een zwaar toegetakelde Veronique moet afgevoerd worden naar het ziekenhuis. |            |               |                  |                                       |                  |                   |  |
| 22 | 12         | Aflevering 12 | Bart Vandael     | Charles De Weerdt & Barbara Van Laere | 284.414          | 17 april 2019     |  |
| Veronique is kunnen ontsnappen uit het ziekenhuis en komt bij Anja de revolver ophalen. Tom Vranckx zoekt Anja ook op en komt van haar te weten dat Veronique op weg is naar Kevin om hem te vermoorden. |            |               |                  |                                       |                  |                   |  |

## Achtergrond

### Productie
Omdat er geen leegstaande gevangenis in België beschikbaar was, werd in een loods in Gent een gevangenis nagebouwd, met een oppervlakte van maar liefst 2000 m². De opnames gingen er in juli 2016 van start.
De cast, met o.a. Ruth Becquart, Gilda De Bal, Charlotte Anne Bongaerts, Michael Pas en Evelien Bosmans werd op 19 juli 2016 aan de pers voorgesteld.
Op 14 juli 2017 maakte VIER bekend dat er een tweede seizoen van de reeks werd besteld, waarvan de opnames diezelfde maand al van start zouden gaan.

## Opmerkingen
- Gent-West is een bewerking van de Australische serie Wentworth. Nederland heeft ook een versie genaamd Celblok H.
- In de serie vertelt Dave aan Luna dat haar moeder hem heeft willen vermoorden, maar in de Nederlandse serie gebeurt dat niet.